# Eleições autárquicas portuguesas de 2001 no distrito de Setúbal
| Eleições autárquicas portuguesas de 2001 Distritos: Aveiro \| Beja \| Braga \| Bragança \| Castelo Branco \| Coimbra \| Évora \| Faro \| Guarda \| Leiria \| Lisboa \| Portalegre \| Porto \| Santarém \| Setúbal \| Viana do Castelo \| Vila Real \| Viseu \| Açores \| Madeira |

## Resultados por concelho
Os resultados nos concelhos do Distrito de Setúbal foram os seguintes:

### Alcácer do Sal
| Partido                 | Partido                        | Votos  | %               | +/-  | Vereadores | +/-     |
| ----------------------- | ------------------------------ | ------ | --------------- | ---- | ---------- | ------- |
|                         | Coligação Democrática Unitária | 3 847  | 56,64 / 100,00  | 1,69 | 5 / 7      | Estável |
|                         | Partido Socialista             | 1 892  | 27,86 / 100,00  | 4,05 | 2 / 7      | Estável |
|                         | Partido Social Democrata       | 696    | 10,25 / 100,00  | 5,21 | 0 / 7      | Estável |
| Votos Inválidos         | Votos Inválidos                | 357    | 5,25 / 100,00   | 1,61 |            |         |
| Total                   | Total                          | 6 792  | 100,00 / 100,00 |      | 7 / 7      |         |
| Eleitorado/Participação | Eleitorado/Participação        | 12 517 | 54,26 / 100,00  | 8,19 |            |         |

### Alcochete
| Partido                 | Partido                        | Votos  | %               | +/-   | Vereadores | +/-     |
| ----------------------- | ------------------------------ | ------ | --------------- | ----- | ---------- | ------- |
|                         | Partido Socialista             | 3 009  | 47,34 / 100,00  | 8,65  | 4 / 7      | 2       |
|                         | Coligação Democrática Unitária | 2 374  | 37,35 / 100,00  | 13,07 | 3 / 7      | Estável |
|                         | PSD-CDS                        | 645    | 10,15 / 100,00  | -     | 0 / 7      | -       |
|                         | Bloco de Esquerda              | 102    | 1,60 / 100,00   | Novo  | 0 / 7      | Novo    |
| Votos Inválidos         | Votos Inválidos                | 226    | 3,55 / 100,00   | 0,71  |            |         |
| Total                   | Total                          | 6 356  | 100,00 / 100,00 |       | 7 / 7      | 2       |
| Eleitorado/Participação | Eleitorado/Participação        | 10 214 | 62,23 / 100,00  | 0,87  |            |         |

### Almada
| Partido                 | Partido                        | Votos   | %               | +/-  | Vereadores | +/-     |
| ----------------------- | ------------------------------ | ------- | --------------- | ---- | ---------- | ------- |
|                         | Coligação Democrática Unitária | 27 540  | 41,41 / 100,00  | 4,49 | 6 / 11     | Estável |
|                         | Partido Socialista             | 17 991  | 27,05 / 100,00  | 4,04 | 3 / 11     | 1       |
|                         | Partido Social Democrata       | 11 595  | 17,43 / 100,00  | 3,60 | 2 / 11     | 1       |
|                         | Partido Popular                | 2 865   | 4,31 / 100,00   | 2,38 | 0 / 11     | Estável |
|                         | Bloco de Esquerda              | 1 878   | 2,82 / 100,00   | Novo | 0 / 11     | Novo    |
|                         | PCTP/MRPP                      | 1 486   | 2,23 / 100,00   | 1,01 | 0 / 11     | Estável |
| Votos Inválidos         | Votos Inválidos                | 3 150   | 4,74 / 100,00   | 0,59 |            |         |
| Total                   | Total                          | 66 505  | 100,00 / 100,00 |      | 11 / 11    |         |
| Eleitorado/Participação | Eleitorado/Participação        | 142 073 | 46,81 / 100,00  | 5,13 |            |         |

### Barreiro
| Partido                 | Partido                        | Votos  | %               | +/-  | Vereadores | +/-     |
| ----------------------- | ------------------------------ | ------ | --------------- | ---- | ---------- | ------- |
|                         | Partido Socialista             | 15 951 | 41,27 / 100,00  | 1,35 | 4 / 9      | Estável |
|                         | Coligação Democrática Unitária | 15 567 | 40,27 / 100,00  | 0,09 | 4 / 9      | Estável |
|                         | Partido Social Democrata       | 4 035  | 10,44 / 100,00  | 0,42 | 1 / 9      | Estável |
|                         | Bloco de Esquerda              | 921    | 2,38 / 100,00   | Novo | 0 / 9      | Novo    |
|                         | PCTP/MRPP                      | 858    | 2,22 / 100,00   | 0,57 | 0 / 9      | Estável |
|                         | Partido Humanista              | 109    | 0,28 / 100,00   | Novo | 0 / 9      | Novo    |
| Votos Inválidos         | Votos Inválidos                | 1 214  | 3,14 / 100,00   | 0,92 |            |         |
| Total                   | Total                          | 38 655 | 100,00 / 100,00 |      | 9 / 9      |         |
| Eleitorado/Participação | Eleitorado/Participação        | 72 270 | 53,49 / 100,00  | 1,31 |            |         |

### Grândola
| Partido                 | Partido                        | Votos  | %               | +/-   | Vereadores | +/-     |
| ----------------------- | ------------------------------ | ------ | --------------- | ----- | ---------- | ------- |
|                         | Partido Socialista             | 3 839  | 43,95 / 100,00  | 10,02 | 4 / 7      | 1       |
|                         | Coligação Democrática Unitária | 3 690  | 42,25 / 100,00  | 5,94  | 3 / 7      | 1       |
|                         | Partido Social Democrata       | 837    | 9,58 / 100,00   | 0,81  | 0 / 7      | Estável |
|                         | Bloco de Esquerda              | 104    | 1,19 / 100,00   | Novo  | 0 / 7      | Novo    |
| Votos Inválidos         | Votos Inválidos                | 264    | 3,02 / 100,00   | 1,23  |            |         |
| Total                   | Total                          | 8 734  | 100,00 / 100,00 |       | 7 / 7      |         |
| Eleitorado/Participação | Eleitorado/Participação        | 12 949 | 67,45 / 100,00  | 8,36  |            |         |

### Moita
| Partido                 | Partido                        | Votos  | %               | +/-     | Vereadores | +/-     |
| ----------------------- | ------------------------------ | ------ | --------------- | ------- | ---------- | ------- |
|                         | Coligação Democrática Unitária | 10 751 | 41,40 / 100,00  | 3,85    | 5 / 9      | Estável |
|                         | Partido Socialista             | 8 448  | 32,53 / 100,00  | 0,79    | 3 / 9      | Estável |
|                         | Partido Social Democrata       | 2 851  | 10,98 / 100,00  | 0,83    | 1 / 9      | Estável |
|                         | PCTP/MRPP                      | 1 006  | 3,87 / 100,00   | 1,33    | 0 / 9      | Estável |
|                         | Bloco de Esquerda              | 871    | 3,35 / 100,00   | Novo    | 0 / 9      | Novo    |
|                         | Partido Popular                | 811    | 3,12 / 100,00   | 0,85    | 0 / 9      | Estável |
| Votos Inválidos         | Votos Inválidos                | 1 230  | 4,74 / 100,00   | Estável |            |         |
| Total                   | Total                          | 25 968 | 100,00 / 100,00 |         | 9 / 9      |         |
| Eleitorado/Participação | Eleitorado/Participação        | 56 523 | 45,94 / 100,00  | 1,97    |            |         |

### Montijo
| Partido                 | Partido                        | Votos  | %               | +/-   | Vereadores | +/-     |
| ----------------------- | ------------------------------ | ------ | --------------- | ----- | ---------- | ------- |
|                         | Partido Socialista             | 9 320  | 53,38 / 100,00  | 8,08  | 5 / 7      | 1       |
|                         | Coligação Democrática Unitária | 3 341  | 19,14 / 100,00  | 12,07 | 1 / 7      | 1       |
|                         | Partido Social Democrata       | 3 169  | 18,15 / 100,00  | 2,49  | 1 / 7      | Estável |
|                         | Partido Popular                | 501    | 2,87 / 100,00   | 0,95  | 0 / 7      | Estável |
|                         | PCTP/MRPP                      | 283    | 1,62 / 100,00   | 0,44  | 0 / 7      | Estável |
|                         | Bloco de Esquerda              | 221    | 1,27 / 100,00   | Novo  | 0 / 7      | Novo    |
| Votos Inválidos         | Votos Inválidos                | 625    | 3,58 / 100,00   | 0,25  |            |         |
| Total                   | Total                          | 17 460 | 100,00 / 100,00 |       | 7 / 7      |         |
| Eleitorado/Participação | Eleitorado/Participação        | 34 482 | 50,64 / 100,00  | 0,45  |            |         |

### Palmela
| Partido                 | Partido                        | Votos  | %               | +/-  | Vereadores | +/-     |
| ----------------------- | ------------------------------ | ------ | --------------- | ---- | ---------- | ------- |
|                         | Coligação Democrática Unitária | 8 755  | 45,48 / 100,00  | 4,96 | 4 / 7      | Estável |
|                         | Partido Socialista             | 6 439  | 33,45 / 100,00  | 0,11 | 2 / 7      | 1       |
|                         | Partido Social Democrata       | 2 714  | 14,10 / 100,00  | 4,92 | 1 / 7      | 1       |
|                         | Bloco de Esquerda              | 501    | 2,60 / 100,00   | Novo | 0 / 7      | Novo    |
| Votos Inválidos         | Votos Inválidos                | 841    | 4,37 / 100,00   | 0,02 |            |         |
| Total                   | Total                          | 19 250 | 100,00 / 100,00 |      | 7 / 7      |         |
| Eleitorado/Participação | Eleitorado/Participação        | 40 109 | 47,99 / 100,00  | 2,51 |            |         |

### Santiago do Cacém
| Partido                 | Partido                        | Votos  | %               | +/-  | Vereadores | +/-     |
| ----------------------- | ------------------------------ | ------ | --------------- | ---- | ---------- | ------- |
|                         | Coligação Democrática Unitária | 6 109  | 40,07 / 100,00  | 4,95 | 3 / 7      | 1       |
|                         | Partido Socialista             | 5 529  | 36,27 / 100,00  | 5,47 | 3 / 7      | 1       |
|                         | Partido Social Democrata       | 2 639  | 17,31 / 100,00  | 0,84 | 1 / 7      | Estável |
|                         | Partido Popular                | 365    | 2,39 / 100,00   | 0,61 | 0 / 7      | Estável |
| Votos Inválidos         | Votos Inválidos                | 603    | 3,96 / 100,00   | 0,74 |            |         |
| Total                   | Total                          | 15 245 | 100,00 / 100,00 |      | 7 / 7      |         |
| Eleitorado/Participação | Eleitorado/Participação        | 26 841 | 56,80 / 100,00  | 0,55 |            |         |

### Seixal
| Partido                 | Partido                        | Votos   | %               | +/-  | Vereadores | +/-     |
| ----------------------- | ------------------------------ | ------- | --------------- | ---- | ---------- | ------- |
|                         | Coligação Democrática Unitária | 24 333  | 47,70 / 100,00  | 3,21 | 6 / 11     | Estável |
|                         | Partido Socialista             | 11 996  | 23,51 / 100,00  | 1,22 | 3 / 11     | Estável |
|                         | Partido Social Democrata       | 9 714   | 19,04 / 100,00  | 0,28 | 2 / 11     | Estável |
|                         | Partido Popular                | 1 650   | 3,23 / 100,00   | 1,00 | 0 / 11     | Estável |
|                         | Bloco de Esquerda              | 1 132   | 2,22 / 100,00   | Novo | 0 / 11     | Novo    |
| Votos Inválidos         | Votos Inválidos                | 2 191   | 4,30 / 100,00   | 0,30 |            |         |
| Total                   | Total                          | 51 016  | 100,00 / 100,00 |      | 11 / 11    |         |
| Eleitorado/Participação | Eleitorado/Participação        | 112 379 | 45,40 / 100,00  | 3,34 |            |         |

### Sesimbra
| Partido                 | Partido                        | Votos  | %               | +/-  | Vereadores | +/-     |
| ----------------------- | ------------------------------ | ------ | --------------- | ---- | ---------- | ------- |
|                         | Partido Socialista             | 6 521  | 40,90 / 100,00  | 4,28 | 3 / 7      | 1       |
|                         | Coligação Democrática Unitária | 4 518  | 28,34 / 100,00  | 0,62 | 2 / 7      | Estável |
|                         | PSD-CDS                        | 4 048  | 25,39 / 100,00  | -    | 2 / 7      | -       |
| Votos Inválidos         | Votos Inválidos                | 857    | 5,37 / 100,00   | 1,18 |            |         |
| Total                   | Total                          | 15 944 | 100,00 / 100,00 |      | 7 / 7      |         |
| Eleitorado/Participação | Eleitorado/Participação        | 30 271 | 52,67 / 100,00  | 6,49 |            |         |

### Setúbal
| Partido                 | Partido                        | Votos  | %               | +/-   | Vereadores | +/-     |
| ----------------------- | ------------------------------ | ------ | --------------- | ----- | ---------- | ------- |
|                         | Coligação Democrática Unitária | 26 261 | 52,29 / 100,00  | 19,97 | 6 / 9      | 3       |
|                         | Partido Socialista             | 11 607 | 23,11 / 100,00  | 14,03 | 2 / 9      | 2       |
|                         | PSD-CDS                        | 7 404  | 14,74 / 100,00  | -     | 1 / 9      | -       |
|                         | Grupo de Cidadãos              | 1 941  | 3,86 / 100,00   | Novo  | 0 / 9      | Novo    |
|                         | PCTP/MRPP                      | 875    | 1,74 / 100,00   | 0,47  | 0 / 9      | Estável |
|                         | Bloco de Esquerda              | 588    | 1,17 / 100,00   | Novo  | 0 / 9      | Novo    |
|                         | Partido da Terra               | 174    | 0,35 / 100,00   | -     | 0 / 9      | -       |
| Votos Inválidos         | Votos Inválidos                | 1 370  | 2,73 / 100,00   | 2,22  |            |         |
| Total                   | Total                          | 50 220 | 100,00 / 100,00 |       | 9 / 9      |         |
| Eleitorado/Participação | Eleitorado/Participação        | 92 624 | 54,22 / 100,00  | 8,18  |            |         |

### Sines
| Partido                 | Partido                        | Votos  | %               | +/-  | Vereadores | +/-     |
| ----------------------- | ------------------------------ | ------ | --------------- | ---- | ---------- | ------- |
|                         | Coligação Democrática Unitária | 3 268  | 48,42 / 100,00  | 4,31 | 4 / 7      | Estável |
|                         | Partido Socialista             | 2 734  | 40,51 / 100,00  | 3,50 | 3 / 7      | Estável |
|                         | PSD-CDS                        | 509    | 7,54 / 100,00   | -    | 0 / 7      | -       |
| Votos Inválidos         | Votos Inválidos                | 238    | 3,53 / 100,00   | 0,30 |            |         |
| Total                   | Total                          | 6 749  | 100,00 / 100,00 |      | 7 / 7      |         |
| Eleitorado/Participação | Eleitorado/Participação        | 10 942 | 61,68 / 100,00  | 0,60 |            |         |